# Giáo lý Vấn đáp Heidelberg
Sách Giáo lý Heidelberg là một tài liệu tuyên bố đức tin dưới hình thức một loạt các câu hỏi và câu trả lời, để sử dụng trong giảng dạy giáo lý Cơ Đốc giáo Cải cách. Nó đã được dịch sang nhiều ngôn ngữ và được coi là một trong những ảnh hưởng nhất của các sách giáo lý vấn đáp của Giáo hội Cải cách.

## Lịch sử
Phong trào Cải cách Giáo hội không phải là một phong trào số ít. Chẳng bao lâu sau khi Martin Luther (1483-1546) đóng 95 tiểu luận đề, phong trào cải cách lan rộng khắp Âu-Châu. Khi tư tưởng của Luther di chuyển xuống hướng sông Neckar, thì tư tưởng của Cải cách từ Thụy Sĩ đi ngược lên hướng sông Rhine. Họ gặp nhau tại Heidelberg, chỗ ngồi của trường đại học lâu đời nhất của Đức và thủ đô của địa phận được biết đến là Palatinate. Sự căng thẳng giữa các Cơ Đốc nhân của hai phái Luther và Cải cách lên đến cực độ. Vì người Cải cách không tin vào sự hiện diện thật bằng thân xác của Đấng Cơ Đốc trong bánh và chén, trong khi đó người Luther tin rằng người Cải cách xúc phạm đến lễ Tiệc Thánh.
Đi đến kết cuộc của sự tranh luận, Frederick người cai trị vùng Palatinate, yêu cầu hai người trẻ tại Heidelberg là Zacharias Ursinus, giáo sư thần học, và Kaspar Olevianus, giảng sư của thành phố, chuẩn bị một bản phúc âm yếu chỉ mà chỉ có hai bên có thể chấp nhận được. Họ nhuận chính sách giáo lý vấn đáp trước kia do Ursinus soạn, sử dụng bố cục và khoảng 90 câu hỏi và câu trả lời của sách giáo lý vấn đáp cũ. Hoàn tất xong vào năm 1562, sách Giáo lý Vấn đáp Heidelberg được xuất bản vào tháng giêng sau năm đó.

## Kết cấu
Sách Giáo lý Vấn đáp Heidelberg mở đầu bằng hai câu hỏi liên quan đến nguồn an ủi của chúng ta về sự sống và sự chết. Sự hiểu biết rằng nguồn an ủi duy nhất của chúng ta là Đức Giê-xu Cơ Đốc đã tạo nên khuôn mẫu cho phần còn lại của bản phúc âm yếu chỉ. Mỗi một phần trong ba phần của sách giáo lý vấn đáp phù hợp với một phần của Rô-ma 7:24-25 mà Sứ đồ Phao-lô đã nói, "Khốn nạn cho tôi! Ai sẽ giải cứu tôi khỏi thân thể hay chết này? Cảm tạ Đức Chúa Trời, nhờ Đức Chúa Giê-xu Cơ Đốc, là Chúa chúng ta!" Như thế câu hỏi số 3-11 liên quan đến vấn đề tội lỗi và mắc tội của chúng ta, câu hỏi 12-85 liên quan đến phương cách Đức Chúa Trời ban sự tự do cho chúng ta trong Đức Giê-xu Cơ Đốc, và câu hỏi 86-129 liên quan đến cách thức chúng ta bày tỏ lòng biết ơn đối với Đức Chúa Trời về sự cứu chuộc.

## Phong cách
Mỗi câu hỏi trong sách giáo lý vấn đáp yếu chỉ mang tính cách cá nhân, sử dụng đại danh từ ngôi thứ hai "bạn". Mỗi câu trả lời được rút ra từ ngôn ngữ Thánh Kinh càng nhiều càng tốt. Giọng điệu của sách giáo lý vấn đáp ôn hòa, không cho thấy bóng dáng gì của sự tranh luận. Thần học của nó mang sức hấp dẫn trong cả hai tính chất phổ thông, hoàn vũ, và tin lành, trình bày về phúc âm của Đức Giê-xu Cơ Đốc. Cung ứng căn bản cho sự cùng tồn tại hòa bình giữa các Cơ Đốc nhân thuộc nhánh Luther và Cải cách, sách giáo lý vấn đáp chối bỏ rằng bánh và chén trở thành thân và huyết thật của Đấng Cơ Đốc như xác định rõ ràng rằng "bởi dấu hiệu hiển nhiên và lời hứa nguyện chúng ta đến để chia sẻ thân thể và huyết thật của Ngài qua sự hành động của Chúa Thánh Linh" (hỏi đáp 79).

## Tình trạng sử dụng
Ảnh hưởng của sách Giáo lý Vấn đáp Heidelberg trong sự giảng dạy của hội thánh vẫn tiếp tục được cảm nhận tại Đức, Áo, Hà Lan, Hungary, các vùng của Đông Âu, Scotland, Canada, và Mỹ. Sách Giáo lý của Hội Thánh Tin Lành Trưởng Lão Việt Nam kể cả sách Giáo lý Vấn đáp Heidelberg.